# لويس بي. باتن
لويس بي. باتن (بالإنجليزية: Lewis B. Patten)‏ هو كاتب جريمة وكاتب للأطفال أمريكي، ولد في 13 يناير 1915 في دنفر في الولايات المتحدة، وتوفي بنفس المكان في 22 مايو 1981.

## وصلات خارجية
- لويس بي. باتن على موقع IMDb (الإنجليزية)
- لويس بي. باتن على موقع قاعدة بيانات الفيلم (الإنجليزية)